# Dactyloa agassizi
La lagartija de Malpelo (Dactyloa agassizi) es una especie de reptil del género Dactyloa.

## Distribución geográfica
Dactyloa agassizi es una especie endémica de la Isla de Malpelo, en el departamento del Valle del Cauca en Colombia. Es una de las tres especies endémicas de reptiles que habitan la isla junto a Diploglossus millepunctatus y Phyllodactylus transversalis. Se les puede encontrar en la isla, desde el nivel del mar hasta los picos más altos.

## Tamaño y densidad
El tamaño de los machos varia desde 105 mm en promedio hasta un máximo de 114 mm; en el caso de las hembras estas varían desde 85,2 mm en promedio hasta un máximo registrado de 87 mm. La densidad de A. agassizi estimada en la isla es de un lagarto por cada 5−10 m².

## Dieta
D. agassizi se alimenta de casi todos los invertebrados de la isla, principalmente de hormigas y escarabajos, los cuales representan el 72 % de su dieta. Otras presas incluidas en la dieta de D. agassizi son: caracoles, cangrejos jóvenes, isópodos, diplópodos, centipodos, arañas, pseudoescorpiones, garrapatas y varios insectos entre los cuales se encuentran grillos, moscas, orugas, grillos y tisanuros.

## Depredación
Los principales depredadores de D. agassizi son las aves, los cangrejos terrestres y en especial Diploglossus millepunctatus. La depredación es constante en la vida de D. agassizi, se pudo constatar que casi un 85 % de los lagartos observados durante una expedición del Instituto Smithsoniano presentaban alguna clase de regeneración en las colas.

## Reproducción
Se cree que el ciclo reproductivo de D. agassizi es por temporadas, o por lo menos periódico. Aunque aún se desconocen los patrones y fechas en los cuales ocurre el acto reproductivo. Los huevos demoran entre 48 a 69 días en eclosionar, los lagartos recién nacidos miden de 25 a 30 mm, con un promedio de 27,7; y  un peso de 0,42 a 0,81 g, con un promedio de 0,62.